# Anton Betzner
Anton Betzner (* 13. Januar 1895 in Köln; † 18. Februar 1976 in Puerto de Mazarrón, Spanien) war ein deutscher Schriftsteller, Essayist und Hörspielautor.

## Leben
Nach Abschluss seiner Schulzeit in Köln, begann Betzner Musik zu studieren. Nach erfolgreicher Beendigung seines Studiums bekam er eine Anstellung als Journalist bei der Frankfurter Zeitung, wo u. a. auch das Feuilleton betreute. Neben seinen beruflichen Veröffentlichungen konnte Betzner in dieser Zeit auch mit mehreren Hörspielen auf sich aufmerksam machen.
Im Jahre 1929 debütierte Betzner mit seinem ersten Roman "Antäus". Neben der offiziellen Literaturkritik fand dieser Roman in der Berliner Literaturszene um Alfred Döblin und Samuel Fischer Lob und Beachtung.
Ab Sommer 1945 fungierte Betzner als Redakteur der literarischen Monatszeitschrift Das goldene Tor; dieses Amt hatte er durch Fürsprache Alfred Döblins erhalten. Einige Jahre später engagierte ihn der Südwestfunk in Baden-Baden als Redakteur. Dort war neben seiner eigentlichen Arbeit die kontinuierliche Förderung des Nachwuchses ihm immer ein großes Anliegen.
1963 wechselte Betzner vom Radio wieder zurück zur Zeitung: ab 1963 fungierte er als verantwortlicher Herausgeber der Frauenzeitschrift Du selbst.
Mit fast siebzig Jahren ging Betzner in Pension und ließ sich mit seiner Ehefrau Helen (geb. Strempel) und der gemeinsamen Tochter Antonia Christine in Puerto de Mazarron, Murcia in Spanien nieder. Dort starb er im Alter von 81 Jahren am 18. Februar 1976.

## Werke (Auswahl)

### Buchpublikationen
- Antäus. Roman. Merlin-Verlag, Baden-Baden 1929
- Deutschherrenland. Ostpreußenfahrten. Societäts-Verlag, Frankfurt 1939
- Basalt. Roman. Röhrig, St. Ingbert 2003, ISBN 3-86110-344-3 (Repr. d. Ausg. des Societäts Verlags, Frankfurt/M. 1942)
- Die Gebundenen. Roman. Merlin-Verlag, Baden-Baden 1930
- Der gerettete Ikarus. Roman. Verlag Styria, Graz 1960
- Der Mann hieß Lazarus. Evangelische Verlagsanstalt, Berlin 1962
- Die Michaelsblume. Roman. Badischer Verlag, Freiburg/B. 1947
- Die schwarze Mitgift. Roman. Verlag Styria, Graz 1956
- Der vielgeliebte Sohn. Roman. Bertelsmann, Gütersloh 1960

### Essay
- Der Rote Türmer-Verlag. In: Die neue Bücherschau. 5/1927, S. 182